# Lomaspilis pollutaria
Lomaspilis pollutaria är en fjärilsart som beskrevs av Jacob Hübner 1799. Lomaspilis pollutaria ingår i släktet Lomaspilis och familjen mätare. Inga underarter finns listade i Catalogue of Life.